# Adam Szemesz
Adam Szemesz (ur. 1808 w powiecie słuckim, zm. 1864 w Mińsku) – polski malarz-portrecista i historyk sztuki, działający na obszarze Polski i Białorusi.
Urodził się w rodzinie starosty. Kształcił się w Wileńskiej szkole malarskiej przy Uniwersytecie Wileńskim.
W roku 1831 zamieszkał w Mińsku, gdzie zajął się malarstwem. Poślubił Paulinę Felińską, córkę pisarki Ewy Felińskiej, siostrę arcybiskupa Zygmunta Szczęsnego Felińskiego, kanonizowanego w roku 2009. Po ślubie zamieszkał w Ziemi Bobrujskiej.
W roku 1842 pod zarzutem działalności antypaństwowej został zesłany do Chersonia. Namalował tam portret wicegubernatora Borysa Iwanowicza Pestela, który umożliwił mu przeniesienie się wraz z żoną do Saratowa. Przed opuszczeniem Chersonia Szemesz stworzył ikonę Matki Boskiej dla miejscowego kościoła. W Saratowie Paulina zmarła przy porodzie. Jej matka zabrała nowo narodzonego syna Pawła do Wojutyna na Ukrainie.
W roku 1846 Adam Szemesz powrócił do Mińska. Namalował tam portrety Władysława Syrokomli i Stanisława Moniuszki, a także wykonał cykl ilustracji do „Konrada Wallenroda” i innych utworów Adama Mickiewicza.
W Mińsku Adam Szemesz spotykał się ze znanymi malarzami: Janem Krzysztofem Damelem, Walentym Wańkowiczem i Michałem Kuleszą.

## Dzieła
- Adam Szemesz: Wspomnienia o Wilenskiey szkole malarskiey, Athenaeum, t. VI, Wilno 1844.
- Adam Szemesz: Wspomnienia o Damelu, Athenaeum, t. 2, Wilno 1842, s. 170.